# Cecil Spooner
Cecil Spooner (New York, 20 gennaio 1875 – Sherman Oaks, 13 maggio 1953) è stata un'attrice, regista e sceneggiatrice statunitense.
Nella sua carriera, ha interpretato personaggi maschili e si è anche presentata come Mr. Spooner.

## Biografia
Nata a New York, è stata un'attrice di vaudeville, regista teatrale e cinematografica.  Con una propria compagnia teatrale, fu in tournée negli Stati Uniti. È stata una nota suffragetta.
Atletica e affascinante, ricoprì anche ruoli maschili. Nel 1910, quando aveva 22 anni, aprì il suo primo teatro della capienza di 1.000 posti al 163rd Street di Manhattan. Lo chiamò dandogli il suo nome, Cecil Spooner Theatre. Nell'impresa, fu coinvolta tutta la famiglia: dal marito Charles E. Blaney, un agente teatrale, alla madre Mary Gibbs Spooner insieme ai fratelli attori, Edna May Spooner e FE Spooner.
Nel 1913, il teatro venne rilevato dalla compagnia Loew's (quella che poi diventerà la proprietaria della Metro-Goldwyn-Mayer): fu ampliato e raggiunse una capienza di 1807 posti. Diventò una sala cinematografica, prendendo il nome di Loew's Spooner, restando aperto fino ai primi anni Settanta.
Cecil comperò dopo questo primo teatro, il Boulevard Theatre, tra Westchester Avenue e Southern Boulevard. Una sala che era meglio servita e molto più grande della precedente con i suoi 2187 posti.

### Lo scandalo diHouse of Bondage
Uno degli spettacoli prodotti da Cecil Spooner fu House of Bondage, tratto dal romanzo di Reginald Wright Kaufmann. La sua pubblicità  attirò le attenzioni della polizia: messa in allerta dai manifesti dello spettacolo, la polizia aveva assistito a una recita portandosi dietro una stenografa che aveva preso nota delle battute della commedia. La sera dopo, le recite vennero interrotte prima dell'apertura del sipario e Cecil venne arrestata insieme al suo impresario Joseph Cone, con l'imputazione di atti osceni.
Le suffragette insorsero e diedero ulteriore fama all'attrice, che era già molto conosciuta tra le femministe. La commedia conobbe un rinnovato successo, ripresa da altre compagnie.

### Carriera cinematografica
Il primo film interpretato da Cecil Spooner è del 1909, The Prince and the Pauper, dove riveste il doppio ruolo (maschile) del titolo, diretta da J. Searle Dawley.
Anche nel suo secondo film girato nello stesso anno, Hansel and Gretel, sempre di J. Searle Dawley, ricopre all'età di 34 anni il ruolo maschile del bambino, protagonista della storia tratta dalla fiaba dei Fratelli Grimm.
Nella sua carriera, durata fino al 1924, ha girato 11 film. Nel 1950, tre anni prima della sua morte, è apparsa in uno degli episodi di una famosa serie televisiva western,  The Lone Ranger.

## Filmografia
- The Prince and the Pauper, regia di J. Searle Dawley - cortometraggio (1909)
- Hansel and Gretel, regia di J. Searle Dawley - cortometraggio (1909)
- Nell of the Circus, regia di Cecil Spooner (1914)
- The Dancer and the King, regia di Étienne Arnaud (1914)
- Graft, regia di George Lessey, Richard Stanton - serial cinematografico (1915)
- Family Affairs, regia di Ben F. Wilson - cortometraggio (1922)
- Money or My Life, regia di Ben F. Wilson - cortometraggio (1922)
- He's Bugs on Bugs, regia di Ben F. Wilson - cortometraggio (1922)
- Peaceful Neighbors, regia di Ben F. Wilson - cortometraggio (1922)
- The Love Bandit, regia di Dell Henderson (1924)
- One Law for the Woman, regia di Dell Henderson (1924)
- Episodio "Never Say Die" della serie televisiva The Lone Ranger (1950)

### Regista
- Nell of the Circus (1914)

### Sceneggiatrice
- Nell of the Circus, regia di Cecil Spooner (1914)